# Денди (народ)
Денди — народ в Африке, проживающий на севере Бенина, в Того, Нигере и Нигерии на равнинах реки Нигер. Численность составляет примерно 418 000 человек: 274 тыс. проживают в Бенине, 137 тыс. в Нигере и 7 тыс. в Нигерии.

## История
Денди произошли из империи Сонгай в XVI веке, когда они являлись группой народа менде. Несколько веков назад, будучи торговцами, денди мигрировали через долину реки Нигер и закрепились на караванных путях, где они могли заниматься торговлей.

## Образ жизни
Большее количество денди по-прежнему является купцами и странствующими торговцами, хотя большое их число также работает фермерами.
Поселения денди обычно состоят из круглых, глинобитных и крытых соломой жилищ. В поселениях вдоль реки Нигер много рисовых полей и садовых участков. Деревни, возделываемые дальше от реки, окружены кустарниками и возделываемыми полями. Обычными выращиваемыми культурами являются вигна, арахис и маниок, просо выращивают с июня по сентябрь во время короткого сезона дождей. Земледелие у денди считается благородным трудом и предназначено только для мужчин. У женщин есть сады, в которых они выращивают манго, гуаву, цитрусовые, папайю, финики и бананы в жаркое и сухое время года. Они также выращивают морковь, помидоры, перец, капусту и кабачки. Помимо земледелия, денди занимаются скотоводством.

### Семья
Мужчины женятся, когда им далеко за 20 лет, тогда как девушки выходят замуж в раннем подростковом возрасте. Хотя исламский закон разрешает иметь одновременно 4 жены, у большинства мужчин есть только одна по экономическим причинам. Если их несколько, то каждая живёт в отдельном жилище.

## Культура
В отношении религии денди схожи с народом барба. Практически все денди (99,3 %) придерживаются суннитского ислама. 0,07 % — христиане (0,03 % от всего народа также являются евангельскими христианами). Несмотря на то, что ислам привнёс новые элементы в культуру денди, он оставил основную структуру обычаев и традиций практически нетронутой. В некоторых общинах денди есть имамы — религиозные лидеры, которые преподают исламскую философию, и часто практикуются мусульманские церемониальные действия. Однако одержимость духами, магия, колдовство, поклонение предкам и колдовство остаются жизненно важными компонентами веры денди. В большинстве деревень есть маги-целители и ведьмы. В некоторых местах церемонии одержимости духами происходят не реже одного раза в неделю. Наиболее важными церемониями являются гэндзи би хори (фестиваль, на котором денди делают подношения «чёрным духам», которые, как считается, контролируют эпидемии) и йенаанди («танец дождя»). Оба они проводятся в сухой сезон. Марабуты (исламские святые) ведут общественные молитвы, но также используются для исцеления больных.